# Замалтдинов, Радэль Радикович
Радэ́ль Ра́дикович Замалтди́нов (род. 8 августа 2005, Казань) — российский хоккеист, правый крайний нападающий системы клуба «Ак Барс», выступающего в КХЛ. Мастер спорта России (2022).

## Биография

### Юниорская карьера
Радэль Замалтдинов родился 8 августа 2005 года в Казани. В пять лет начал выступление в системе «Ак Барса» по настоянию родителей. 

### Молодёжная карьера
Перед сезоном МХЛ 2021/22 Замалтдинов восстанавливался от травмы. После реабилитации игрока вызвали в состав команды МХЛ «Ирбис». Дебютировал 19 сентября 2021 года против «Локо-76» (1:3), в котором сыграл 9 минут и не отметился результативными действиями. Первую шайбу в МХЛ забросил 20 октября 2021 года в матче с «Тюменским Легионом» (10:1). Всего за сезон сыграл 51 матч и набрал 29 (16+13) очков, в плей-офф сыграл 14 игр, очков не набрал, но стал обладателем бронзовой медали.
В сезоне 2022/23 продолжил выступать за «Ирбис», но перед началом сезона получил травму на предсезонной подготовке, из-за чего пропустил половину регулярного чемпионата. В сезоне сыграл 13 игр, в которых набрал 12 (8+4) очков. В плей-офф провёл 2 матча, набрал 2 (0+2) очка.
В сезоне 2023/24 в основном играл за «Барс», но вызывался и в состав «Ирбиса». Сыграл 11 игр, забросил 6 шайб и отдал одну передачу. В плей-офф сыграл 4 матча, отдал две голевые передачи.

### Карьера в ВХЛ
Одновременно с игрой за «Ирбис» был вызван в состав «Барса» из ВХЛ, но получил травму на предсезонном турнире. Тем не менее, дебютным сезоном в ВХЛ все-таки стал сезон 2022/23, первую игру сыграл 8 января 2023 года против «Зауралья» (2:3), провёл на площадке 12 минут и забросил свою первую шайбу в ВХЛ. За весь сезон ему довелось сыграть 7 игр и забросить 2 шайбы, набрав тем самым 2 очка.
Сезон ВХЛ 2023/24 начал в основном составе «Барса». Игроку доверили сыграть 49 матчей, в которых ему удалось набрать 17 (10+7) очков.

### Карьера в КХЛ
В сезоне 2024/25 «Ак Барс» пригласил на должность главного тренера Анвара Гатиятулина, который наигрывал Радэля Замалтдинова на предсезонных турнирах. По регламенту КХЛ, в сезоне 2024/25 можно было дополнительно заявлять на матч по одному игроку 2004 и 2005 годов рождения. Место игрока 2005 года рождения занял Замалтдинов и дебютировал в КХЛ 14 сентября 2024 года в игре с магнитогорским «Металлургом» (2:0). В дебютном матче сыграл 8 минут. В течение сезона выступал за «Ак Барс», «Барс» и «Ирбис». 18 февраля 2025 года в матче с «Нефтехимиком» заработал первое очко в КХЛ, отдав результативную передачу на Никиту Дыняка. Через неделю забросил первую шайбу в КХЛ в ворота «Автомобилиста». Всего в регулярном чемпионате сыграл 26 матчей и набрал 2 (1+1) очка. В плей-офф Кубка Гагарина дебютировал 3 апреля 2025 года в пятом матче серии с «Автомобилистом», сыграв одну минуту. Всего в плей-офф сыграл 9 матчей, результативными действиями не отметился. В июне подписал с клубом новый двусторонний контракт на два года.

### Карьера в сборной
В октябре 2024 года Радэль Замалтдинов был вызван в состав молодёжной сборной России для выступления на турнире «Кубок Будущего». На турнире игроку доверили сыграть лишь один матч, в котором результативными действиями он не отметился. По итогам чемпионата стал обладателем Кубка Будущего.

## Статистика игрока
| Легенда | Легенда                    | Легенда | Легенда                   | Легенда | Легенда    |
| ------- | -------------------------- | ------- | ------------------------- | ------- | ---------- |
| И       | Количество проведённых игр | Штр     | Штрафное время            | +/−     | Плюс-минус |
| Г       | Голы                       | П       | Голевые передачи          | О       | Очки       |
| -       | Статистика неизвестна      | —       | Статистика не учитывалась |         |            |

### Клубная карьера
По данным MHL.ru, VHL.ru, KHL.ru, Eliteprospects.com

### В сборной
По данным Eliteprospects.com